# Коилесирия
Коилесирия (на гръцки: Κοίλη Συρία; на латински: Syria Coele, Cava Syria; Cölesyrien, Koilesyrien) e историческа област, намираща се вероятно между планините Ливан и Антиливан.
По времето на император Септимий Север се образува през 194 г. римската провинция Syria Coele, която обхваща дотогавашната северна част на провинцията Сирия.